# 薩馬德汗·蒙塔茲·薩爾坦納
薩馬德汗·蒙塔茲·薩爾坦納（波斯語：ممتاز السلطنه；英語：Samad Khan Momtaz os-Saltaneh，1869年—1955年）是伊朗卡扎爾王朝及巴列維王朝時期的外交官。
薩馬德汗·蒙塔茲·薩爾坦納在1869年出生於大不里士一個阿澤爾家庭，他的第一任妻子是伊朗人，兒子阿卜杜拉也是一位外交官。他的第二任妻子則是一位法國人，兩名女兒為其所出，其中一名女兒下嫁給一位律師，另一名女兒則下嫁一位文職官員。1921年3月，薩馬德汗被沙阿艾哈邁德沙·卡扎爾擢升為親王，有「殿下」的銜頭，並擁有法國榮譽軍團大軍官的勳位。他在1955年於巴黎去世，葬在大拉卡斯墓園。

## 註腳
1. ↑  Hellot-Bellier 2007，第579頁